# Neulußheim
Neulußheim là một thị xã nằm ở huyện Rhein-Neckar, thuộc bang Baden-Württemberg, Đức.

## Tham khảo

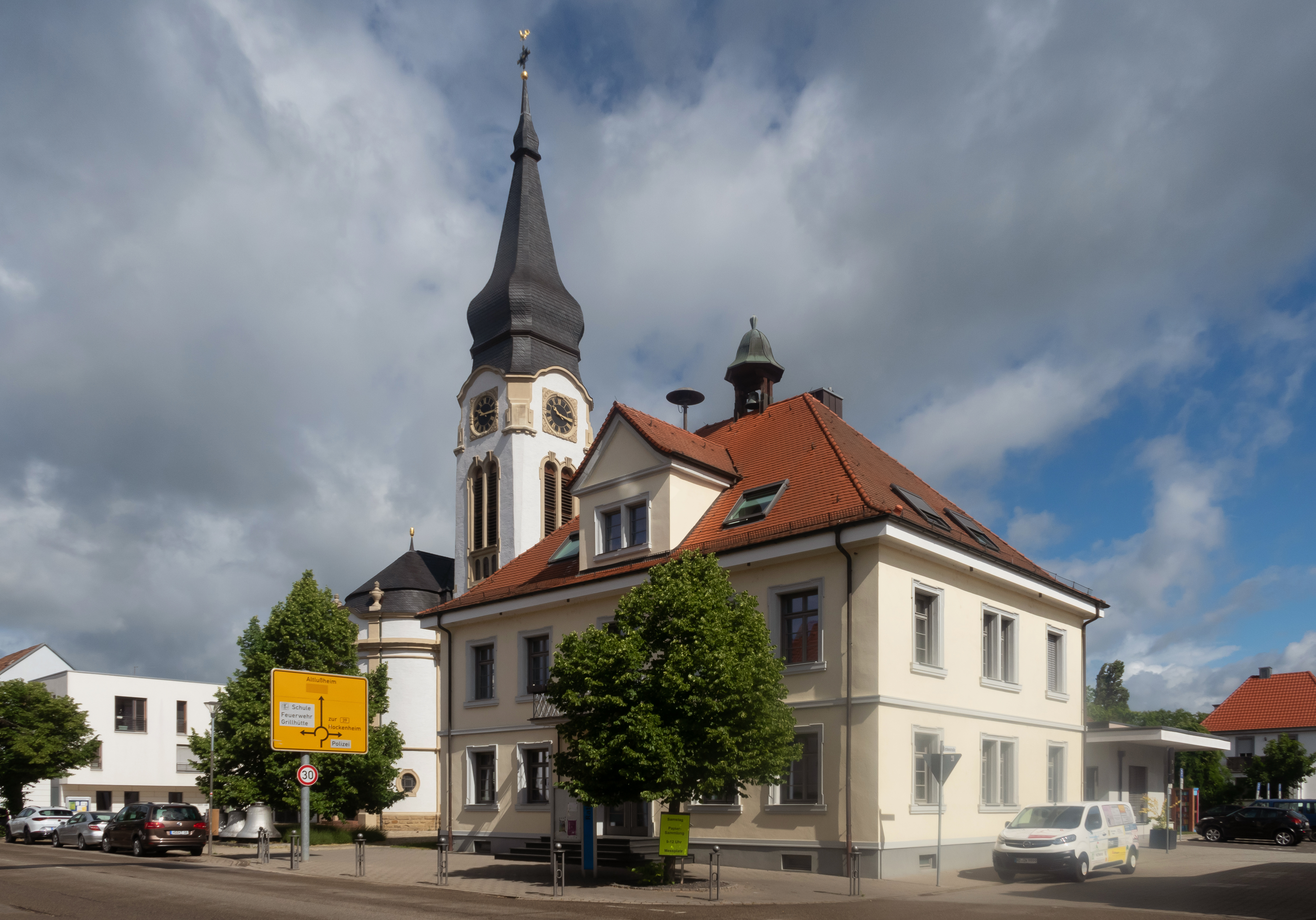
Neulussheim, nhà thờ tân giáo

## Nhân khẩu học
Phát triển dân số: 
| Năm  | Số dân |
| ---- | ------ |
| 1990 | 5.266  |
| 2001 | 6.367  |
| 2011 | 6,548  |
| 2021 | 7.133  |